# Kóristák
A Kóristák (eredeti cím: Les choristes) 2004-ben bemutatott, Oscar-jelölt francia-német-svájci filmdráma, amit Christophe Barratier rendezett a saját maga és Philippe Lopes-Curval által írt forgatókönyvből.

## Szereplők
| Szerep                  | Színész                 | Magyar hang       |
| ----------------------- | ----------------------- | ----------------- |
| Clément Mathieu         | Gérard Jugnot           | Kristóf Tibor     |
| Rachin                  | François Berléand       | Blaskó Péter      |
| Chabert                 | Kad Merad               | Bognár Zsolt      |
| Maxence                 | Jean-Paul Bonnaire      | Izsóf Vilmos      |
| Violette Morhange       | Marie Bunel             | Pápai Erika       |
| Pierre Morhange         | Jean-Baptiste Maunier   |                   |
| Pépinot                 | Maxence Perrin          | Morvay Bence      |
| Mondain                 | Grégory Gatignol        | Hamvas Dániel     |
| A vitatkozó             | Cyril Bernicot          |                   |
| Felnőtt Pierre Morhange | Jacques Perrin          | Szokolay Ottó     |
| Felnőtt Pépinot         | Didier Flamand          | Dobránszky Zoltán |
| Corbin                  | Thomas Blumenthal       | Jelinek Márk      |
| Boniface                | Simon Fargeot           | Penke Bence       |
| Leclerc                 | Théodul Carré-Cassaigne | Baráth István     |
| Monsieur Langlois       | Philippe Du Janerand    | Pálfai Péter      |
| A grófnő                | Carole Weiss            | Orosz Anna        |
| Dervaux                 | Erick Desmarestz        | Beratin Gábor     |
| Az orvos                | Armen Godel             | Holl János        |

## Díjak és jelölések
| Díj                         | Kategória                                    | Jelölt                                           | Eredmény | Forrás |
| --------------------------- | -------------------------------------------- | ------------------------------------------------ | -------- | ------ |
| Oscar-díj                   | Legjobb idegen nyelvű film                   | Kóristák                                         | Jelölve  | [ 5 ]  |
| Oscar-díj                   | Legjobb eredeti dal                          | "Vois sur ton chemin"                            | Jelölve  | [ 5 ]  |
| British Academy Film Awards | Legjobb adaptált forgatókönyv                | Christophe Barratier, Philippe Lopes-Curval      | Jelölve  | [ 6 ]  |
| British Academy Film Awards | Legjobb nem angol nyelvű film                | Kóristák                                         | Jelölve  | [ 6 ]  |
| British Academy Film Awards | Legjobb filmzene                             | Bruno Coulais                                    | Jelölve  | [ 6 ]  |
| César-díj                   | Legjobb hang                                 | Nicolas Cantin, Nicolas Naegelen, Daniel Sobrino | Elnyerte | [ 7 ]  |
| César-díj                   | Legjobb filmzene                             | Bruno Coulais                                    | Elnyerte | [ 7 ]  |
| César-díj                   | Legjobb színész                              | Gérard Jugnot                                    | Jelölve  | [ 7 ]  |
| César-díj                   | Legjobb elsőfilm                             | Christophe Barratier                             | Jelölve  | [ 7 ]  |
| César-díj                   | Legjobb rendező                              | Christophe Barratier                             | Jelölve  | [ 7 ]  |
| César-díj                   | Legjobb film                                 | Kóristák                                         | Jelölve  | [ 7 ]  |
| César-díj                   | Legjobb díszlet                              | François Chauvaud                                | Jelölve  | [ 7 ]  |
| César-díj                   | Legjobb mellékszereplő színész               | François Berléand                                | Jelölve  | [ 7 ]  |
| Európai Filmdíj             | Legjobb zeneszerző                           | Bruno Coulais                                    | Elnyerte | [ 8 ]  |
| Európai Filmdíj             | Legjobb színész                              | Gérad Jugnot                                     | Jelölve  | [ 8 ]  |
| Európai Filmdíj             | Legjobb film                                 | Kóristák                                         | Jelölve  | [ 8 ]  |
| Golden Globe-díj            | Legjobb idegen nyelvű film                   | Kóristák                                         | Jelölve  | [ 9 ]  |
| Lumières-díj                | Legjobb film                                 | Kóristák                                         | Jelölve  | [ 10 ] |
| Young Artist Award          | Legjobb fiatal főszereplő nemzetközi filmben | Jean-Baptiste Maunier                            | Jelölve  | [ 11 ] |
| Young Artist Award          | Legjobb nemzetközi film                      | Kóristák                                         | Jelölve  | [ 11 ] |